# Веселково (Вологодская область)
Веселково — деревня в Вытегорском районе Вологодской области.
Входит в состав Андомского сельского поселения (с 1 января 2006 года по 9 апреля 2009 года входила в Макачевское сельское поселение), с точки зрения административно-территориального деления — в Макачевский сельсовет.
Расстояние до районного центра Вытегры по автодороге — 47 км, до центра муниципального образования села Андомский Погост по прямой — 14 км. Ближайшие населённые пункты — Великий Двор, Желвачево, Шлобино.
По переписи 2002 года население — 2 человека.